# Copa Mundial de Fútbol de ConIFA
La Copa Mundial de Fútbol de ConIFA es un torneo internacional de fútbol organizado por ConIFA, una asociación que agrupa a los estados, las minorías, los pueblos sin estado y las regiones no afiliadas a la FIFA, previsto a celebrarse cada dos años.

## Historia

### Laponia 2014
En mayo de 2013, ConIFA anunció que Laponia había sido elegida para ser el anfitrión de la primera edición de la Copa Mundial de Fútbol de ConiFA en Östersund, Suecia. Fue un torneo por invitación jugado entre el 1 y el 8 de junio de 2014, y todos los partidos se celebraron en la Jämtkraft Arena con capacidad para 5092.
Doce equipos participaron en el torneo. Se pensó que Cataluña y Rapa Nui eran participantes potenciales, pero al final declinaron o se retiraron.
Paralelamente al torneo, se celebró en Östersund un festival que celebró la diversidad cultural de los equipos participantes.
De los doce equipos invitados, ocho habían participado anteriormente en la Copa Mundial VIVA.
El sorteo incluyó inicialmente Quebec y Zanzíbar. Sin embargo, en mayo de 2014, se anunció que tanto Quebec como Zanzíbar se habían retirado del torneo. El equipo de Quebec se había afiliado a la Fédération de soccer du Québec, con la intención de que la FSQ eventualmente solicite la membresía de Concacaf. Para este fin, el equipo solo jugarán partidos internacionales contra equipos nacionales completos que son miembros de Concacaf o de la FIFA, y ya no participarán en competiciones No FIFA. La selección de Zanzíbar no pudo obtener visas para ingresar a Suecia y, por lo tanto, se vieron obligados a retirarse del torneo. Quebec fue reemplazado por Osetia del Sur, mientras que Zanzíbar fue reemplazado por Niza.

### Abjasia 2016
La edición de 2016 fue el primero en presentar un torneo de calificación, en lugar de todos los equipos invitados. En abril de 2015, ConIFA, durante su anuncio de la composición final de la Copa Europa de Fútbol de ConIFA 2015, afirmó que los tres mejores equipos de esa competición obtendrían el cupo automático al mundial ConIFA de 2016. También en abril, la selección de Ellan Vannin anunció que jugaría dos partidos amistosos contra Alderney, que también servirían como partidos de preparación para el torneo de fútbol de los Juegos de las Islas en el que competían tanto Alderney como Isla de Man. Posteriormente, en mayo de 2015, dos semanas antes de las fechas programadas para los dos competiciones, ConIFA y MIFA anunciaron que se había ampliado a cuatro equipos, con la participación de Panjab y Felvidék; ConIFA también anunció que el campeón de la Niamh Challenge Cup ganaría un cupo automático en la Copa Mundial de Fútbol de ConIFA de 2016. Se anunció que otro torneo de cuatro equipos, la Copa Benedikt Fontana, sería organizada por Recia para correr durante la Copa Europa de Fútbol de ConIFA. Esto también incluiría a Felvidék, así como a los anfitriones y las Islas Chagos, y también serviría como un torneo de calificación para la Copa Mundial de ConIFA.
En diciembre de 2015, siguiendo los consejos de la Ministerio de Relaciones Exteriores y de la Mancomunidad de Naciones del Reino Unido sobre las preocupaciones de seguridad con respecto a viajar a Abjasia, la Alianza Independiente de Fútbol de Manx anunció que la selección de Ellan Vannin se retiraría de la competición y participaría en el Campeonato Europeo 2016 en Italia, como Occitania. Posteriormente, tanto como la selección de Aymará como Niza también se retiraron.
En marzo de 2016, ConIFA anunció que Padania había sido expulsado del torneo debido a irregularidades de procedimiento, para ser reemplazado por País Székely. Sin embargo, tres semanas antes del comienzo del torneo, se anunció que Padania había sido reintegrado, tomando el lugar del Pueblo Gitano, que se había visto obligado a retirarse debido a dificultades con sus documentos de viaje.

### Barāwe 2018
La edición de 2018 se expandió de 12 a 16 equipos, y presentó un conjunto completo de criterios de calificación establecidos por ConIFA. Además de los diversos torneos amistosos que sirvió como calificación, el torneo de 2018 presentó puntos de calificación otorgados para los partidos jugados por los miembros, que se destinaron a la adjudicación de varios lugares continentales a las diversas zonas geográficas de ConIFA. Por primera vez, equipos de Norteamérica y Oceanía ganaron plazas en la competición.
En junio de 2017, en la reunión de ConIFA celebrada durante la Copa Europa de Fútbol de ConIFA 2017 en Chipre del Norte, se anunció que Barāwe sería el anfitrión de la edición de 2018, con el anuncio de la ubicación real del torneo (debido a que Barāwe FA, que representa parte de la diáspora somalí y que se encuentra en el Reino Unido) posteriormente anunció como Londres y alrededores en septiembre de 2017.

### Macedonia del Norte 2020
En enero de 2019, en la Reunión General Anual de CONIFA en Cracovia, Polonia, se anunció que Somalilandia había sido seleccionada para ser el anfitrión de la Copa Mundial de Fútbol de ConIFA de 2020. En agosto de 2019, ConIFA anunció que Somalilandia había renunciado a los derechos de hospedaje para la Copa Mundial sin nombrar un reemplazo. Posteriormente, Cornualles hizo una oferta para organizar el torneo. En diciembre de 2019, ConIFA anunció que el torneo se celebraría en Skopie, la capital de Macedonia del Norte, sin ningún miembro de ConIFA como anfitrión designado.
Sin embargo, el 23 de marzo de 2020, ConIFA anunció que el torneo no se llevaría a cabo en Macedonia del Norte del 30 de mayo al 7 de junio debido a la pandemia de coronavirus.
El torneo, se quiso llevar a Niza pero finalmente fue cancelado por ConIFA, con la organización elaborando planes para expandir futuros torneos continentales.

### Kurdistán 2024
La ConIFA después de 6 años y 2 mundiales suspendidos a causa del Covid-19 intentará volver a realizar un mundial en 2024 con sede en Kurdistán.

## Palmarés
| Año          | Sede                | Campeón                                      | Final Resultado                              | Subcampeón                                   | Tercer lugar                                 | Resultado                                    | Cuarto lugar                                 |                                      |
| ------------ | ------------------- | -------------------------------------------- | -------------------------------------------- | -------------------------------------------- | -------------------------------------------- | -------------------------------------------- | -------------------------------------------- | ------------------------------------ |
| 2014 Detalle | Laponia             | Niza                                         | 0:0 (5:3 penales)                            | Ellan Vannin                                 | Pueblo Arameo                                | 4:1                                          | Osetia del Sur                               |                                      |
| 2016 Detalle | Abjasia             | Abjasia                                      | 1:1 (6:5 penales)                            | Panjab                                       | Chipre del Norte                             | 2:0                                          | Padania                                      |                                      |
| 2018 Detalle | Barāwe              | Rutenia Subcarpática                         | 0:0 (3:2 penales)                            | Chipre del Norte                             | Padania                                      | 0:0 (5:4 penales)                            | País Sículo                                  |                                      |
| 2020 Detalle | Macedonia del Norte | Cancelado debido a la pandemia de COVID-2019 | Cancelado debido a la pandemia de COVID-2019 | Cancelado debido a la pandemia de COVID-2019 | Cancelado debido a la pandemia de COVID-2019 | Cancelado debido a la pandemia de COVID-2019 | Cancelado debido a la pandemia de COVID-2019 |                                      |
| 2024 Detalle | Kurdistán           | Cancelado por problemas de seguridad         | Cancelado por problemas de seguridad         | Cancelado por problemas de seguridad         | Cancelado por problemas de seguridad         | Cancelado por problemas de seguridad         | Cancelado por problemas de seguridad         | Cancelado por problemas de seguridad |

## Títulos por equipo
La lista a continuación muestra a los 4 equipos que han estado entre los cuatro mejores de alguna edición del torneo.
En cursiva, se indica el torneo en que el equipo fue local.
| Equipo               | Campeón  | Subcampeón | Tercer puesto | Cuarto puesto |
| -------------------- | -------- | ---------- | ------------- | ------------- |
| Niza                 | 1 (2014) |            |               |               |
| Abjasia              | 1 (2016) |            |               |               |
| Rutenia Subcarpática | 1 (2018) |            |               |               |
| Chipre del Norte     |          | 1 (2018)   | 1 (2016)      |               |
| Ellan Vannin         |          | 1 (2014)   |               |               |
| Panjab               |          | 1 (2016)   |               |               |
| Padania              |          |            | 1 (2018)      | 1 (2016)      |
| Pueblo Arameo        |          |            | 1 (2014)      |               |
| Osetia del Sur       |          |            |               | 1 (2014)      |
| País Sículo          |          |            |               | 1 (2018)      |

## Goleadores
| Año  | Jugador        | Equipo         | Goles |
| ---- | -------------- | -------------- | ----- |
| 2014 | Artur Elbaev   | Osetia del Sur | 9     |
| 2016 | Amar Purewal   | Panjab         | 7     |
| 2018 | Kamaljit Singh | Panjab         | 6     |

## Apariciones
| Equipo               | N.º |
| -------------------- | --- |
| Abjasia              | 3   |
| Padania              | 3   |
| Ellan Vannin         | 2   |
| Kurdistán            | 2   |
| Chipre del Norte     | 2   |
| Panjab               | 2   |
| Laponia              | 2   |
| País Sículo          | 2   |
| Tamil Eelam          | 2   |
| Coreanos en Japón    | 2   |
| Armenia Occidental   | 2   |
| Pueblo Arameo        | 1   |
| Artsaj               | 1   |
| Barāwe               | 1   |
| Cascadia             | 1   |
| Islas Chagos         | 1   |
| Niza                 | 1   |
| Darfur               | 1   |
| Cabilia              | 1   |
| Rutenia Subcarpática | 1   |
| Matabelelandia       | 1   |
| Occitania            | 1   |
| Recia                | 1   |
| Somalilandia         | 1   |
| Osetia del Sur       | 1   |
| Tíbet                | 1   |
| Tuvalu               | 1   |

## Clasificación general
Actualizado a la edición 2018. 
| Equipo | Equipo               | Part. | Pts | PJ | PG | PE | PP | GF | GC | Dif |
| ------ | -------------------- | ----- | --- | -- | -- | -- | -- | -- | -- | --- |
| 1      | Abjasia              | 3     | 32  | 16 | 9  | 5  | 2  | 36 | 11 | +25 |
| 2      | Padania              | 3     | 25  | 16 | 7  | 4  | 5  | 58 | 19 | +39 |
| 3      | Chipre del Norte     | 2     | 22  | 11 | 6  | 4  | 1  | 29 | 10 | +19 |
| 4      | Panjab               | 2     | 21  | 11 | 6  | 3  | 2  | 28 | 10 | +18 |
| 5      | Ellan Vannin         | 2     | 17  | 8  | 5  | 2  | 1  | 18 | 9  | +9  |
| 6      | País Sículo          | 2     | 16  | 10 | 5  | 1  | 4  | 23 | 14 | +9  |
| 7      | Kurdistán            | 2     | 15  | 10 | 3  | 6  | 1  | 23 | 9  | +14 |
| 8      | Armenia Occidental   | 2     | 14  | 11 | 4  | 2  | 5  | 26 | 15 | +11 |
| 9      | Rutenia Subcarpática | 1     | 14  | 6  | 4  | 2  | 0  | 15 | 5  | +10 |
| 10     | Laponia              | 2     | 12  | 9  | 4  | 0  | 5  | 16 | 14 | +2  |
| 11     | Coreanos en Japón    | 2     | 12  | 11 | 2  | 6  | 3  | 11 | 11 | 0   |
| 12     | Cascadia             | 1     | 10  | 6  | 3  | 1  | 2  | 17 | 11 | +6  |
| 13     | Pueblo Arameo        | 1     | 10  | 5  | 3  | 1  | 1  | 9  | 6  | +3  |
| 14     | Niza                 | 1     | 10  | 5  | 3  | 1  | 1  | 8  | 5  | +3  |
| 15     | Occitania            | 1     | 9   | 5  | 2  | 3  | 0  | 5  | 3  | +2  |
| 16     | Matabelelandia       | 1     | 7   | 5  | 2  | 1  | 2  | 5  | 12 | -7  |
| 17     | Artsaj               | 1     | 6   | 4  | 2  | 0  | 2  | 19 | 5  | +14 |
| 18     | Barāwe               | 1     | 6   | 6  | 2  | 0  | 4  | 7  | 22 | -15 |
| 19     | Tamil Eelam          | 2     | 6   | 10 | 2  | 0  | 8  | 16 | 37 | -21 |
| 20     | Cabilia              | 1     | 5   | 6  | 1  | 2  | 3  | 8  | 15 | -7  |
| 21     | Osetia del Sur       | 1     | 4   | 5  | 1  | 1  | 3  | 23 | 10 | +13 |
| 22     | Somalilandia         | 1     | 3   | 4  | 1  | 0  | 3  | 6  | 22 | -16 |
| 23     | Tíbet                | 1     | 1   | 5  | 0  | 1  | 4  | 4  | 20 | -16 |
| 24     | Recia                | 1     | 1   | 4  | 0  | 1  | 3  | 3  | 23 | -20 |
| 25     | Islas Chagos         | 1     | 1   | 4  | 0  | 1  | 3  | 5  | 27 | -22 |
| 26     | Tuvalu               | 1     | 0   | 5  | 0  | 0  | 5  | 4  | 24 | -20 |
| 27     | Darfur               | 1     | 0   | 4  | 0  | 0  | 4  | 0  | 61 | -61 |

## Desempeño
| Equipos              | 2014 (12) | 2016 (12) | 2018 (16) | Part. |
| -------------------- | --------- | --------- | --------- | ----- |
| Abjasia              | QF (8º)   | 1º        | PR (9º)   | 3/3   |
| Armenia Occidental   | •         | QF (6º)   | QF (7º)   | 2/3   |
| Artsaj               | PR (9º)   | •         | •         | 1/3   |
| Barāwe               | ×         | ×         | QF (8º)   | 1/3   |
| Cabilia              | ×         | ×         | PR (10º)  | 1/3   |
| Cascadia             | ×         | ×         | QF (6º)   | 1/3   |
| Chipre del Norte     | •         | 3º        | 2º        | 2/3   |
| Coreanos en Japón    | •         | QF (7º)   | PR (11º)  | 2/3   |
| Darfur               | PR (12º)  | •         | •         | 1/3   |
| Ellan Vannin         | 2º        | ••        | PR (16º)  | 2/3   |
| Islas Chagos         | •         | PR (12º)  | •         | 1/3   |
| Kurdistán            | QF (6º)   | QF (8º)   | •         | 2/3   |
| Laponia              | PR (10º)  | QF (5º)   | •         | 2/3   |
| Matabelelandia       | ×         | ×         | PR (13º)  | 1/3   |
| Niza                 | 1º        | ••        | •         | 1/3   |
| Occitania            | QF (7º)   | ••        | •         | 1/3   |
| Osetia del Sur       | 4º        | •         | •         | 1/3   |
| Padania              | QF (5º)   | 4º        | 3º        | 3/3   |
| País Sículo          | •         | PR (9º)   | 4º        | 2/3   |
| Panjab               | •         | 2º        | QF (5º)   | 2/3   |
| Pueblo Arameo        | 3º        | •         | •         | 1/3   |
| Recia                | •         | PR (11º)  | •         | 1/3   |
| Rutenia Subcarpática | ×         | ×         | 1º        | 1/3   |
| Somalilandia         | •         | PR (10º)  | •         | 1/3   |
| Tamil Eelam          | PR (11º)  | •         | PR (14º)  | 2/3   |
| Tíbet                | ×         | ×         | PR (12º)  | 1/3   |
| Tuvalu               | ×         | ×         | PR (15º)  | 1/3   |

### Simbología
| - 1º – Campeón - 2º – Finalista - 3º – 3º Lugar - 4º – 4º Lugar - QF – Cuartos de final - PR – Rondas de consolación (equipos situados abajo de la fase de grupos) | - q – Clasificado - •• – Clasificó pero se retiró - • – No clasificó - × – No participó / se retiró / prohibido / participación no aceptada por ConIFA - – Anfitrión |